# Franz Matouschek
Franz Matouschek (* 21. November 1871 in Swarow, Bezirk Gablonz an der Neiße, Österreich-Ungarn; † 27. Juli 1945 in Wien) war ein österreichischer Pädagoge und Botaniker. Er tat sich vor allem auf dem Gebiet der Bryologie (Mooskunde) hervor.
Sein botanisches Autorenkürzel lautet „Matousch.“.

## Leben

### Herkunft und Ausbildung
Matouschek kam im Dorf Swarow zur Welt, das damals im österreich-ungarischen Kronland Königreich Böhmen lag. Er studierte an der Deutschen Universität in Prag und bestand 1897 seine Lehramtsprüfung für Naturgeschichte, Naturlehre und Mathematik.

### Berufliche Karriere
Seinen Einstieg ins Berufsleben fand Matouschek 1893/94 als Aushilfsassistent am botanischen Institut unter Richard Wettstein. Anschließend arbeitete er bis 1897 als Assistent am geologisch-paläontologischen Institut der Deutschen Universität Prag.
Nach seiner Lehramtsprüfung unterrichtete er zunächst an Mittelschulen in Linz, Mährisch Weißkirchen, Ungarisch Hradisch und Reichenberg, ehe er zwischen 1908 und 1913 am Maximilians-Gymnasium im IX. Wiener Gemeindebezirk Alsergrund arbeitete. Er lehrte noch an „verschiedenen anderen Anstalten“ und war darüber hinaus in Wien als Lektor für tschechische Sprache sowohl an der Universität als auch an der Hochschule für Bodenkultur tätig.

### Naturkundliches Wirken
Matouschek wurde in Wien durch Viktor Ferdinand Schiffner „in die Geheimnisse der Bryologie eingeführt“. Zwar besaß er auch ein eigenes Moosherbarium, dennoch lag sein Fokus weniger auf eigener Sammlungstätigkeit als vielmehr darin, Tausende Belege anderer Sammler zu bestimmen und zu überprüfen. Auf diese Weise machte er sich sehr um die Bryologie seines Heimatlandes – und insbesondere Tirols – verdient.
Vor allem zwischen 1890 und 1910 veröffentlichte er zahlreiche Fachaufsätze – beispielsweise in der Carinthia II, in den Mitteilungen des Vereins der Naturfreunde in Reichenberg, im Botanischen Centralblatt, in Leopold Justs Botanischen Jahresberichten und in den Verhandlungen der zoologisch-botanischen Gesellschaft Wien. Im Jahr 1901 übernahm er beim Botanischen Centralblatt das Referat für alle in Deutschland erscheinenden Arbeiten über Laub- und Torfmoose. Der naturwissenschaftlich-medizinische Verein Innsbruck wählte Matouschek zu seinem Ehrenmitglied.